# Список членистоногих, занесённых в Красную книгу Курганской области
Список членистоногих, занесённых в Красную книгу Курганской области состоит из 72 представителей насекомых и 4 — паукообразных.

## Насекомые(лат.Insécta)

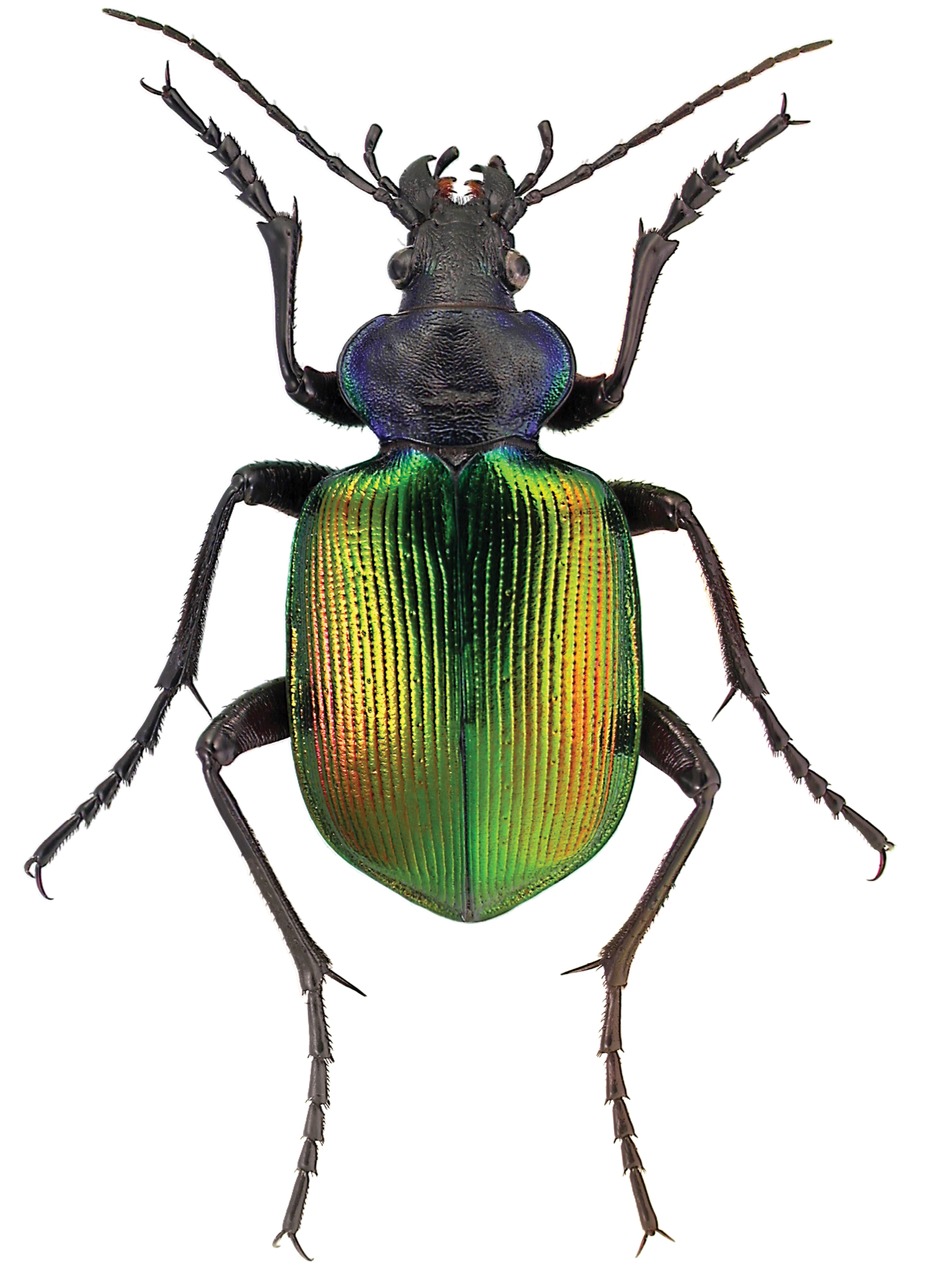
Красотел пахучий

Звездочкой помечены виды, занесённые в Красную книгу России (*)

### Отряд Стрекозы
- Семейство Настоящие стрекозы — Libellulidae
  - Стрекоза плоская — Libellula depressa
  - Стрекоза решетчатая — Orthetrum cancellata
  - Стрекоза перевязанная — Sympetrun pedemontana

- Семейство Коромысла — Aeshnidae
  - Коромысло беловолосое — Brachytron pratensis
- Семейство Красотки — Calopterygidae
  - Красотка-девушка — Calopteryx virgo
  - Красотка блестящая — Calopteryx splendens

### Отряд Богомолы
- Семейство Богомолы настоящие — Mantidae
  - Богомол обыкновенный — Mantis religiosa

### Отряд Прямокрылые насекомые
- Семейство Памфагиды — Pamphagidae
  - Кобылка степная — Asiotmethis muricatus

- Семейство Кузнечики настоящие — Tettigoniidae
  - Дыбка степная — Saga pedo *

### Отряд Полужесткокрылые, или Клопы — Heteroptera
- Семейство Водяные скорпионы — Nepidae
  - Ранатра палочковидная — Ranatra linearis
- Семейство Кружевницы — Tingidae
  - Галеатус синуатус — Galeatus sinuatus
- Семейство Хищнецы — Reduviidae
  - Фимата обыкновенная — Phymata crassipes
- Семейство Настоящие щитники — Pentatomidae
  - Вильпианус галия — Vilpianus galii
  - Стернодонтус двупучковый — Sternodontus binodulus
  - Толагмус желтополосый — Tholagmus flavolineatus
  - Дибовския ретикулята — Dybowskyia reticulata

### Отряд Жесткокрылые насекомые, или Жуки — Coleoptera
- Семейство Жужелицы — Carabidae
  - Красотел пахучий — Calosoma sycophanta *
  - Жужелица Щеглова — Carabus stscheglowi
- Семейство Пластинчатоусые — Scarabaeidae
  - Навозник многорогий — Ceratophyus polyceros

### Отряд Чешуекрылые, или Бабочки — Lepidoptera
- Семейство Толстоголовки — Hesperiidae
  - Толстоголовка тагес — Erynnis tages
- Семейство Парусники — Papilionidae
  - Аполлон обыкновенный — Parnassius apollo *
- Семейство Белянки — Pieridae
  - Желтушка торфяниковая — Colias palaeno
  - Желтушка мирмидона — Colias myrmidone
- Семейство Многоцветницы — Nymphalidae
  - Переливница большая — Apatura iris
  - Шашечница промежуточная — Euphydryas intermedia
  - Перламутровка зеленоватая — Argynnis laodice
  - Перламутровка красивая — Clossiana titania
  - Перламутровка северная — Boloria aquilonaris
- Семейство Бархатницы — Satyridae
  - Чернушка Фабрициуса — Proterebia afra
  - Чернушка медуза — Erebia medusa
- Семейство Голубянки — Lycaenidae
  - Голубянка римн — Neolycaena rhymnus *
  - Голубянка крошечная — Cupido minimus
  - Голубянка осирис — Cupido osiris
  - Голубянка орион — Scolitantides orion
  - Голубянка черноватая — Maculinea nausithous
  - Голубянка алькон — Maculinea alcon
  - Голубянка эвфем — Maculinea teleius
  - Голубянка арион — Maculinea arion
  - Голубянка торфяная — Vacciniina optilete
  - Голубянка дамоне — Polyommatus damone
- Семейство Павлиноглазки — Saturaiidae
  - Павлиний глаз ночной малый — Eudia pavonia
- Семейство Совки — Noctuidae
  - Ленточница голубая — Catocala fraxini
  - Ленточница обыкновенная — Catocala nupta
  - Ленточница розовая — Catocala pacta
- Семейство Медведицы — Arctiidae
  - Медведица буро-жёлтая — Hyphoraia aulica
  - Медведица сельская — Epicallia villica
  - Медведица хозяйка — Pericallia matronula

### Отряд Перепончатокрылые насекомые — Hymenoptera
- Семейство Сколии — Scoliidae
  - Сколия степная — Scolia hirta

- Семейство Метохиды — Metochidae
  - Метоха наездниковидная — Methocha ichneumonides
- Семейство Осы-блестянки — Chrysididae
  - Блестянка-гигант — Parnopes grandior
- Семейство Андрениды — Andrenidae
  - Мелиттурга булавоусая — Melitturga clavicornis
- Семейство Галиктиды — Halictidae
  - Рофитоидес серый — Rhophitoides canus
- Семейство Мегахилиды — Megachilidae
  - Шерстобит семизубый — Anthidium septemspinosum
  - Осмия копьеусая — Osmia aurulenta
- Семейство Пчелиные — Apidae
  - Пчела длинноусая — Eucera longicornis
  - Антофора рыженогая — Anthophora fulvitarsis
  - Пчела-плотник — Xylocopa valga *
  - Шмель армянский — Bombus armeniacus *
  - Шмель необыкновенный — Bombus confusus *
  - Шмель степной — Bombus fragrans *
  - Шмель лезус — Bombus laesus
  - Шмель норовой — Bombus lucorum
  - Шмель моховой — Bombus muscorum
  - Шмель Шренка — Bombus schrencki
- Семейство Муравьи — Formicidae
  - Муравей рыжий лесной Formica rufa
  - Муравей малый лесной Formica polyctena
  - Муравей-древоточец пахучий Lasius fuliginosus
  - Муравей-древоточец блестящий Camponotus fallax

### Отряд Двукрылые насекомые — Diptera
- Семейство Ктыри — Asilidae
  - Ктырь гигантский - Satanas gigas
- Семейство Сирфиды (Мухи-журчалки) — Syrphidae
  - Эвмерус длинношиповый — Eumerus longicornis
  - Скулатка беловолосковая — Cheilosia albipila
  - Скулатка опушённая — Cheilosia pubera

## Паукообразные(лат.Arachnida)
- Семейство Эрезиды — Eresidae
  - Эрезус циннаберинус — Eresus cinnaberinus
- Семейство Пауки-кругопрядые — Araneidae
  - Араниелла опистографа — Araniella opisthographa
  - Гипсосинга хери — Hypsosinga heri
  - Крестовик роговой — Larinioides cornutus